# Parafia Najświętszego Serca Pana Jezusa w Irvington
Parafia Najświętszego Serca Pana Jezusa w Irvington (ang. Sacred Heart of Jesus Parish) – parafia rzymskokatolicka położona w Irvington w stanie New Jersey w Stanach Zjednoczonych.
Jest ona wieloetniczną parafią w archidiecezji Newark, z mszą św. w j. polskim dla polskich imigrantów.
Ustanowiona w 1925 roku, pod wezwaniem Najświętszego Serca Pana Jezusa.

## Nabożeństwa w j.polskim
- Niedziela – 9:00; 10:30